# Argyrolobium pachyphyllum
Argyrolobium pachyphyllum är en ärtväxtart som beskrevs av Rudolf Schlechter. Argyrolobium pachyphyllum ingår i släktet Argyrolobium och familjen ärtväxter. Inga underarter finns listade i Catalogue of Life.